# 블라디미르 말라호프 (아이스하키 선수)
블라디미르 이고레비치 말라호프(러시아어: Влади́мир И́горевич Мала́хов, 1968년 8월 30일~)는 소련과 러시아의 아이스하키 선수로 포지션은 수비수이다. 소련 아이스하키 선수권 대회의 스파르타크 모스크바와 CSKA 모스크바에서 선수 생활을 시작하였고, 소련 해체 후에는 내셔널 하키 리그(NHL)의 뉴욕 아일런더스, 카나디앵 드 몽레알, 뉴저지 데블스, 뉴욕 레인저스, 필라델피아 플라이어스 소속으로 활약했다. 그는 NHL에서 통산 712경기에 출전하였고 2000년에는 뉴저지 데블스 소속으로 스탠리 컵 우승을 차지했다.
국제 대회에 소련과 러시아 국가대표팀의 일원으로 참가했으며, 소련 국가대표 선수로서 1990년 세계 선수권 대회에서 우승했다. 이후 1992년 동계 올림픽에서 독립국가연합의 일원으로 금메달을 획득했으며, 2002년 동계 올림픽에서 동메달을 획득했다.